# Golub-Dobrzyń
Golub-Dobrzyń là một thị trấn thuộc huyện Golubsko-dobrzyński, tỉnh Kujawsko-Pomorskie ở trung-bắc Ba Lan. Thị trấn có diện tích 7,5 km². Đến ngày 31 tháng 12 năm 2020, dân số của thị trấn là 12412 người và mật độ 1665 người/km².